# Allomyia acicularis
Allomyia acicularis là một loài Trichoptera trong họ Apataniidae. Chúng phân bố ở miền Cổ bắc.